# Hynobius nigrescens
Hynobius nigrescens — вид хвостатих земноводних родини кутозубих тритонів (Hynobiidae). Вид є ендеміком Японії (острів Хонсю і острів Садо). Цей вид зустрічається з прибережних районів до альпійських зон у лісах і гірських луків. Розмножується у озерах, ставках, басейнах, полях і канавах.